# Новий Уренгой (аеропорт)
Аеропорт Новий Уренгой(IATA: NUX, ICAO: USMU) — цивільний аеропорт за чотири км на південний захід від Нового Уренгоя, Ямало-Ненецький автономний округ, Росія. На першому поверсі розташовані острова реєстрації, магазини, точки харчування. Зал очікування розташовані на другому поверсі.

## Приймаємі типи повітряних суден
Ан-12, Ан-24, Ан-72, Ан-74, Ан-148, Ил-76, Ил-86, Ту-134, Ту-154, Як-40, Як-42, Airbus A319, Airbus A320, Airbus A321, ATR 42, Boeing 737, Boeing 757, Bombardier CRJ 100/200, Sukhoi Superjet 100 і більш легкі, вертольоти всіх типів.

## Авіалінії та напрямки, листопад 2020
| Авіакомпанія   | Пункт призначення |
| -------------- | --- |
| Aeroflot       | Москва-Шереметьєво |
| Belavia        | Сезонний чартер: Мінськ |
| Gazpromavia    | Москва-Внуково Сезонний: Талакан, Тюмень, Уфа, Єкатеринбург |
| NordStar       | Сезонний: Москва-Домодєдово, Махачкала |
| RusLine        | Красноярськ-Ємельяново, Єкатеринбург |
| S7 Airlines    | Москва-Домодєдово, Новосибірськ |
| UVT Aero       | Бугульма, Челябінськ, Казань, Перм |
| Yamal Airlines | Красноярськ-Ємельяново, Москва-Домодєдово, Новосибірськ, Сабетта, Ст Петербург, Салехард, Сімферополь, Тюмень, Уфа, Єкатеринбург Сезонний: Бєлгород, Краснодар, Омськ |

## Ресурси Інтернету
- Офіційний сайт аеропорту Новий Уренгой